# Aleksander Rodin
Aleksander Rodin, czasami Alexandr lub Alex Rodin (biał. Аляксандр lub Алесь Родзін; wymowa białoruska: Aliaksandr Rodzin); (ur. 15 maja 1947 w Baranowiczach, zm. 19 grudnia 2022 w Mińsku) – białoruski malarz, grafik i performer.
Uprawiał malarstwo sztalugowe, malarstwo wielkoformatowe, rysunek. Był również performerem. Przez wiele lat mieszkał i tworzył w Europie Zachodniej w tym: Francji, Holandii, Belgii i Niemczech (w latach 2001–2014 był jednym z najbardziej znanych artystów – rezydentów  w Kunsthaus Tacheles w Berlinie). W Polsce współpracował z J. Pijarowskim.
Aleksander Rodin urodził się 15 maja 1947 r. w Baranowiczach - mieście w obwodzie brzeskim na zachodniej Białorusi. W 1950 przeniósł się do Mińska. Od 1960 do 1965 studiował w Szkole Artystycznej nr. 1 w tym samym mieście; a w 1966 rozpoczął studia w Białoruskiej Państwowej Akademii Sztuk Pięknych, które ukończył w 1971. Jego pierwsza wystawa odbyła się w 1971 na Wystawie Młodych Artystów w Białoruskim Narodowym Muzeum Sztuki. 

## Edukacja i kariera zawodowa
- 1960–1965 –  Szkoła Artystyczna nr 1 w Mińsku,
- 1966–1971 –  studia w Białoruskiej Państwowej Akademii Sztuk Pięknych,
- od 1980 - członek Związku Artystów Białorusi (Беларускі Cаюз мастакоў),
- od 2000 – członek Międzynarodowej Gildii Artystycznej (International Guild of Artists),
- od 2001 – członek Contemporary Art Association.
- od 2001 do 2014 - rezydent artystyczny w Kunsthaus Tacheles, Berlin, Niemcy.
- od 2003 – współorganizator ekspeymantalnego festiwalu DAСH w Niemczech i Białorusi.

Działalność wystawową rozpoczął w 1971  roku.

## Wystawy indywidualne i zbiorowe (wybór)
- 1971 – Wystawa Młodych Artystów, Narodowe Muzeum Sztuki Republiki Białorusi, Mińsk, Białoruś
- 1976 – Wystawa zbiorowa, Galeria Narodowa, Mińsk, Belarus
- 1980 – Wystawa indywidualna, Hall of the Belarusian Artists Union, Mińsk, Białoruś
- 1988 – Wystawa indywidualna "Rush Hour", Muzeum Wielkiej Wojny Ojczyźnianej, Mińsk, Białoruś
- 1989 – Wystawa zbiorowa - "Skarb białoruskiej awangardy" Mińsk, Białoruś
- 1990 – Wystawa zbiorowa, Centrum Sztuki Współczesnej - Norblin, Warszawa, Polska
- 1990 – "Cassandra Call", Galeria Narodowa, Mińsk, Białoruś
- 1991 – Wystawa indywidualna, Centralny Dom Artystów, Moskwa, Rosja
- 1992 – Wystawa indywidualna – Teatr Miejski, Darmstadt, Niemcy
- 1992 – Wystawa zbiorowa "Art Shock", Pałac Sztuki, Mińsk, Białoruś
- 1993 – Wystawa zbiorowa, Dni Sztuki Białoruskiej, Kijów, Ukraina
- 1993 – Wystawa zbiorowa, Julia-Nova, Włochy
- 1994 – Wystawa indywidualna," de Waterotoren AK", Centrum Sztuki Eksperymentalnej, Oost-Soburg- Holandia
- 1994 – Wystawa indywidualna, Galeria "Szósta linia", Mińsk, Białoruś
- 1994 – Wystawa indywidualna, Centrum Sztuki Eksperymentalnej, Vlissingen, Holandia
- 1994 – Wystawa indywidualna, Statek muzealny "Scorpion", Middelburg, Holandia
- 1995 – Wystawa zbiorowa, Ris-Orangis, Francja
- 1996 – Wystawa indywidualna, Granada, Hiszpania
- 1996 – Wystawa indywidualna, Galeria "IFIAC", Bruksela, Belgia
- 1997 – Wystawa zbiorowa, Centrum Wystawowe Herberta, Paryż, Francja
- 1998 – Wystawa zbiorowa "Pahonia", Galeria Narodowa, Mińsk, Białoruś
- 1999 – Wystawa indywidualna, Galeria Narodowa, Mińsk, Białoruś
- 2002 – Wystawa zbiorowa, Galeria Pierre Cardin, Paryż, Francja
- 2003 – Wystawa zbiorowa, Klermon-Ferron, Francja
- 2004 – Wystawa indywidualna, Biblioteka Narodowa, Mińsk, Białoruś
- 2006 – Wystawa indywidualna, Podzemka - Galeria Sztuki, Mińsk, Białoruś
- 2008 – Wystawa zbiorowa, Muzeum Nonkonformizmu (Museum of Nonconformism), St-Petersburg, Rosja
- 2008 – Wystawa zbiorowa "Biennale of Fine Arts", Biblioteka Narodowa, Mińsk, Białoruś
- 2008 – Wystawa indywidualna - Galeria "Dobryja mysli", Mińsk, Białoruś
- 2008 – Wystawa indywidualna "Dach-5", Muzeum Sztuk Nowoczesnych, Mińsk, Białoruś
- 2009 – Wystawa indywidualna "Dach-9", Mińsk, Białoruś
- 2010 – Wystawa zbiorowa "Belarusian Art Week", Muzeum Narodowe, Mińsk, Białoruś
- 2001–2014 – Wystawy indywidualne, Kunsthaus "Tacheles", Berlin, Niemcy
- 2014–2018 – Wystawy indywidualne, festiwal "Freaks of Nature", Berlin, Niemcy
- 2014–2018 – Wystawy indywidualne, festiwal "Odyssee", Berlin, Niemcy
- 2016–2018 – Wystawa indywidualna "Global warning/Global warming", Mińsk, Białoruś
- 2019 – Wystawa indywidualna, "Mythologeme of the millennium", Mińsk, Białoruś
- 2021 – Wystawa zbiorowa, "Labyrinth", Mińsk, Białoruś
- 2021 – Wystawa indywidualna "Trans Atlantic Art Message", Biblioteka Narodowa, Mińsk, Białoruś
- 2022 – Wystawa indywidualna "Skradzione inspiracje", Mińsk, Białoruś
- 2022 – Wystawa zbiorowa & koncert "State Of Mind" (Rodin, Missing, Pijarowski, Skrzek), Centrum Kultury Stary Młyn, Zgierz, Polska[1].
- 2023 – World Urban Art 2023, Bydgoszcz, Polska
- 2023 – 2gether (wystawa pośmiertna) 2023 KPCK, Bydgoszcz, Polska[2]

Prace A. Rodina są umieszczone, jak i zdeponowane między innymi w kolekcjach  muzealnych (Narodowym Muzeum Białorusi, Muzeum Sztuki Nowoczesnej w Białorusi, Hasso-Platter Institute w Poczdamie w Niemczech), oraz w wielu zbiorach prywatnych w Polsce, na Białorusi, Rosji, Niemczech, Francji, Holandii, Belgii, Szwajcarii, Włoszech, Australii, Wielkiej Brytanii, Francji, USA jak i innych krajach.

## Działania Urban Art (wybór)
- 2001–2014 – Kunsthaus Tacheles, Berlin, Niemcy
- 2014–2018 – Wystawy indywidualne, festiwal "Freaks of Nature", Berlin, Niemcy
- 2014–2018 – Wystawy indywidualne, festiwal "Odyssee", Berlin, Niemcy
- 2016–2018 – Wystawa indywidualna "Global warning/Global warming", Mińsk, Białoruś
- od 2003–2020 – festiwal DAСH w Niemczech i Białorusi.

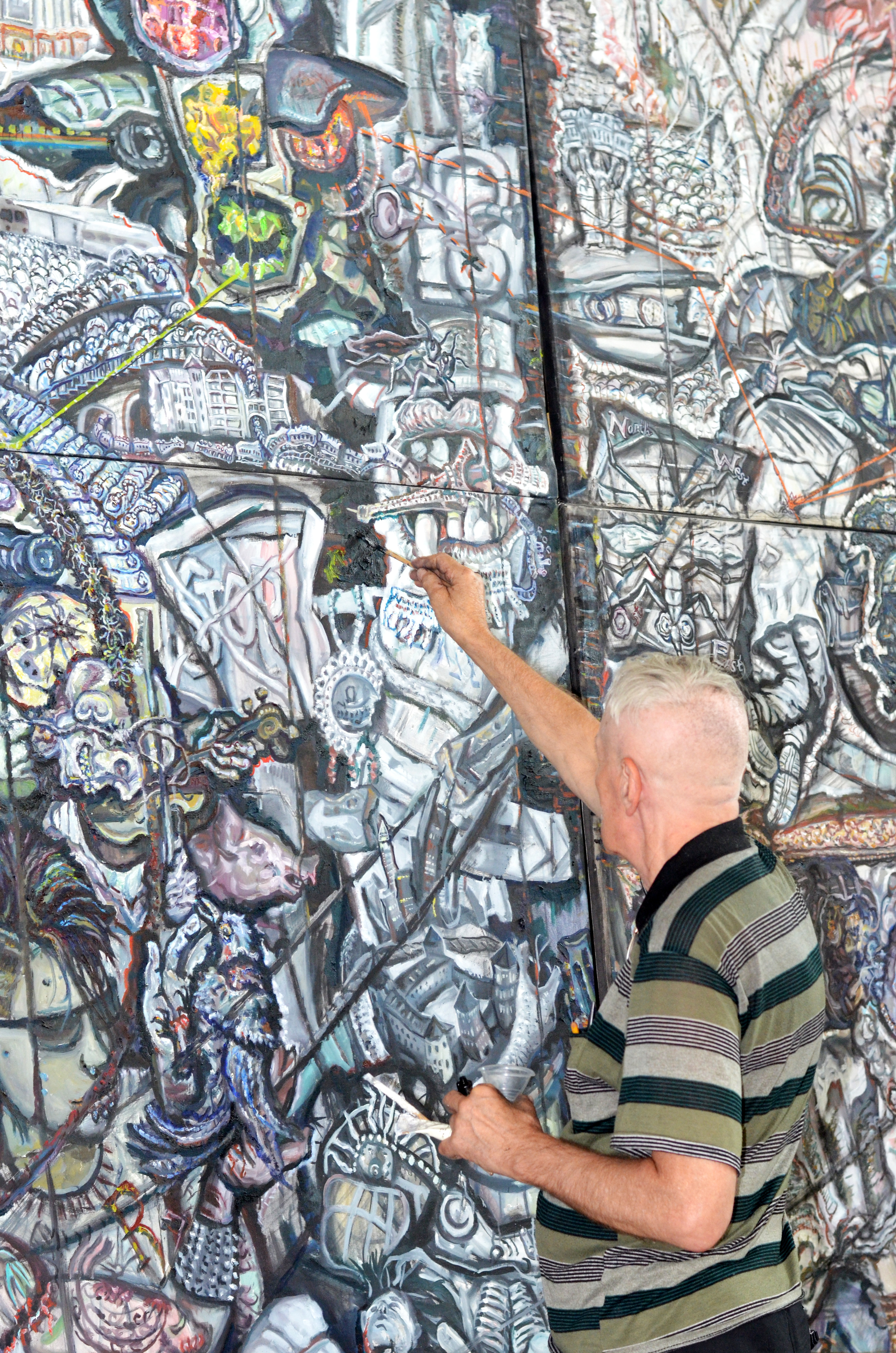
A. Rodin podczas procesu twórczego
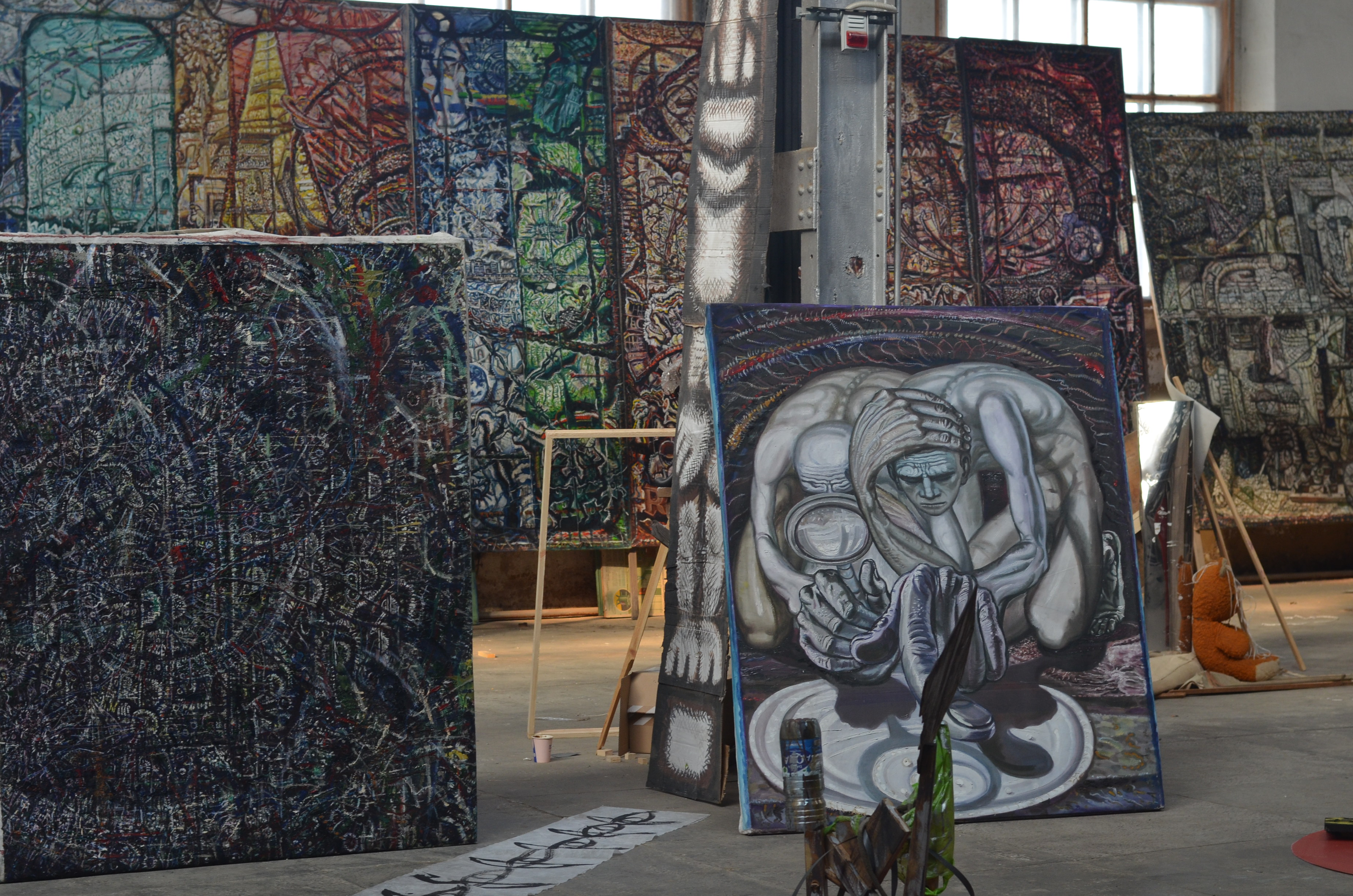
Fragment wystawy A. Rodina z 2019 r.
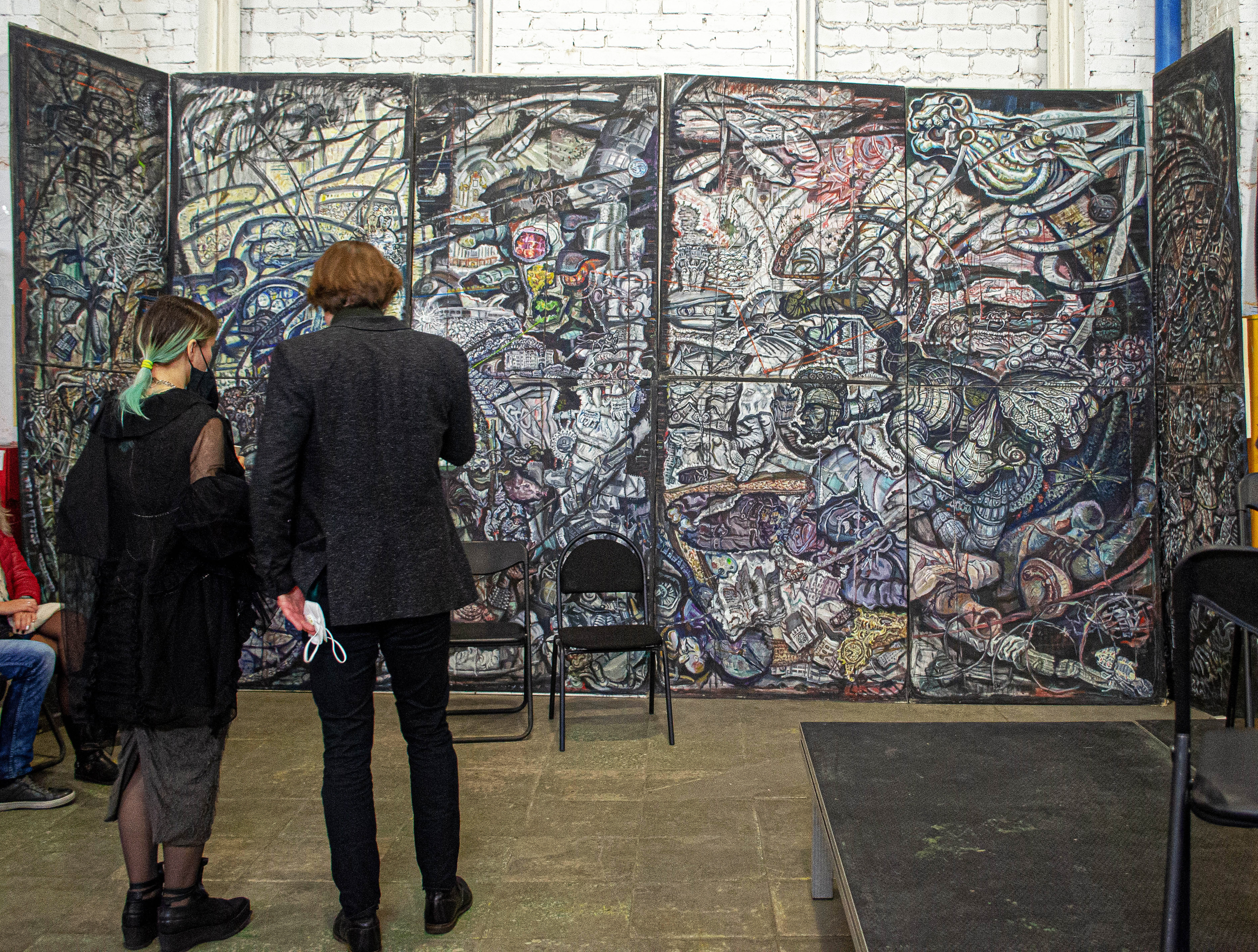
Fragment ekspozycji z 2020 r.
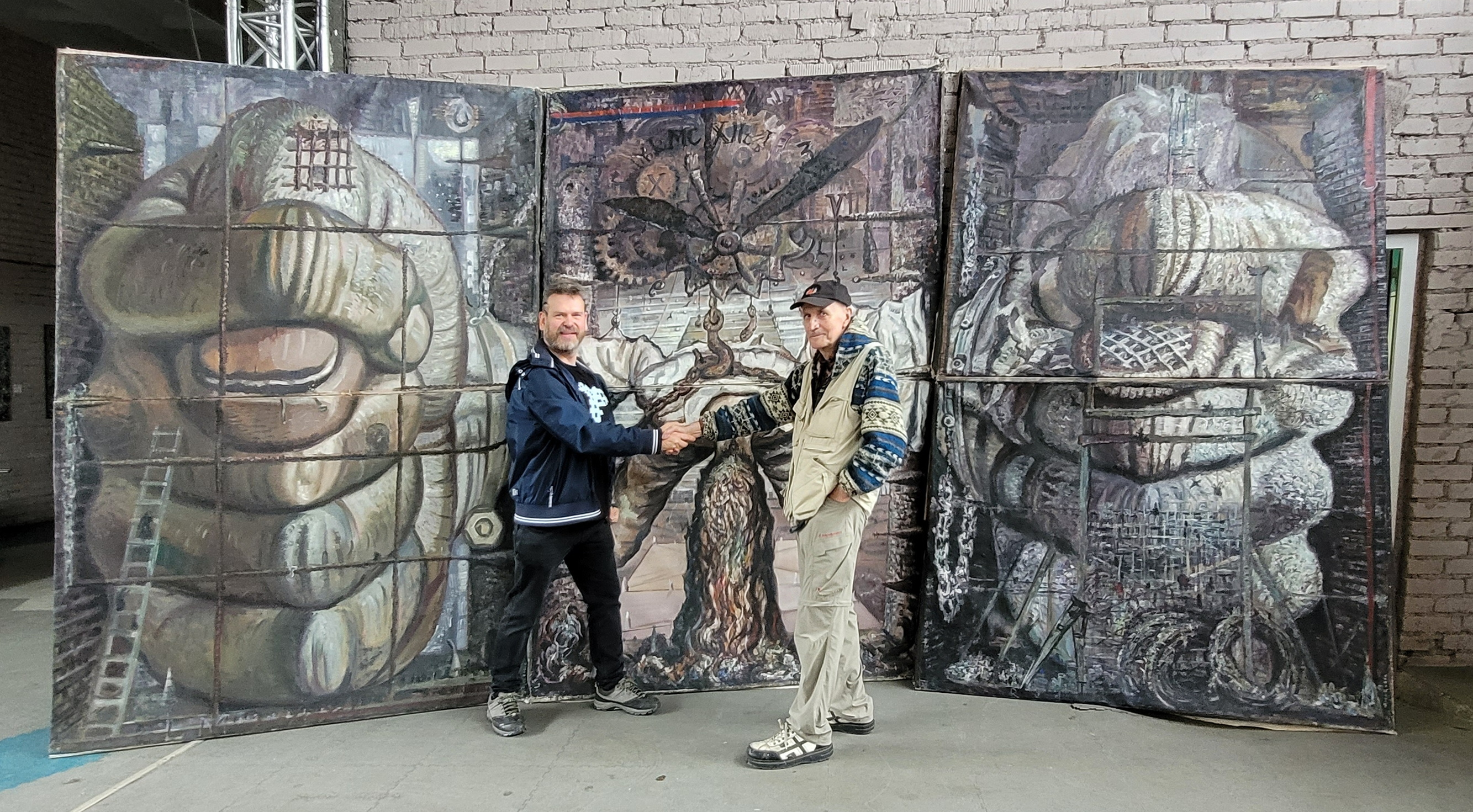
A. Rodin & J.Pijarowski na wystawie w 2022 r.